# Aubonne (vattendrag)
Aubonne (franska: L'Aubonne) är ett vattendrag i Schweiz. Det ligger i den västra delen av landet. Aubonne mynnar i Genèvesjön.